# Ossenmoorgraben
L'Ossenmoorgraben és un petit afluent del Tarpenbek a Norderstedt a l'estat federal de Slesvig-Holstein (Alemanya). Neix a un petit estany a prop del carrer Pinnauweg i desemboca al Tarpenbek a Ochsenzoll. Prop de l'embocament es construeix un estany que servirà de bassa al cas de pluges forts per desguassar la cruïlla propera. El riu s'ha integrat en un nou passeig circular que reuneix els monuments naturals més interessants de la vall del Tarpenbek-West, Tarpenbek-Ost.

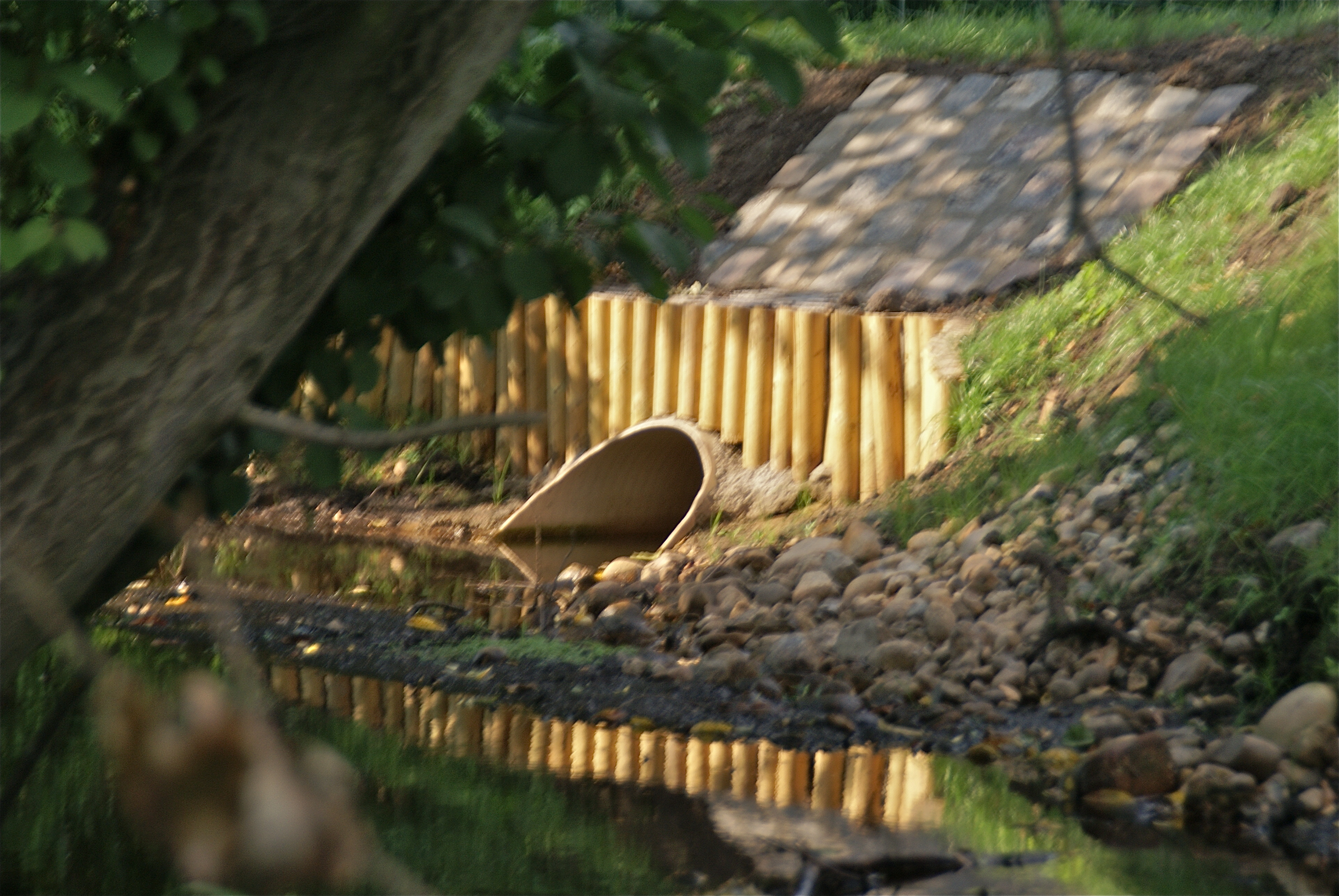
Embocadura al Tarpenbek

El nom del rierol és compost d'una arrel baix alemany: Ossen (bous) i dos arrels alemanys Moor (prats humits, aigües molls) i Graben (rec de desguàs). Significaria doncs rec de l'aiguamoll dels bous. El súfix -graben (excavat) és una indicació de l'origen artificial del curs d'aigua. Fins a la fi del segle xx, se solia assecar aiguamolls per guanyar terra arable o explotar la torba. A poc a poc es van descobrir els inconvenients per la destrucció de biòtops interessants i el paper dels aiguamolls en l'ecosistema, per la seva capacitat d'absorbir diòxid de carboni.